# Crims irlandesos. Llacuna mental
Crims irlandesos. Llacuna mental (títol original en alemany, Der Irland-Krimi: Blackout) és un telefilm de ficció policial alemany del 2023 dirigit per Matthias Tiefenbacher. És la setena entrega de la sèrie de pel·lícules de ficció criminal d'ARD Crims irlandesos. La primera emissió va tenir lloc el 12 d'octubre de 2023 en horari de màxima audiència al canal Das Erste. S'ha doblat al català per a TV3, que va estrenar-lo el 27 d'octubre de 2024.
El rodatge del telefilm va allargar-se del 17 d'octubre al 9 de desembre de 2022, coincidint amb l'episodi posterior La lluna damunt Galway, i va tenir lloc al comtat de Wicklow i l'àrea metropolitana de Dublín.

## Sinopsi
L'endemà d'una festa escolar, la jove Moira és trobada morta al parc de bon matí. La seva millor amiga, Hannah, va ser l'última que va ser al seu costat. Però la Hannah apareix amb una greu contusió al cap, i no es pot recordar de res. O no se'n vol recordar? La psicòloga Cathrin Blake tracta el buit de memòria de la jove. Sospita que la seva amnèsia pot tenir a veure amb alguna altra experiència traumàtica.

## Repartiment
- Désirée Nosbusch: Cathrin Blake
- Rafael Gareisen: Paul Blake
- Declan Conlon: Sean Kelly
- Róisín O'Donovan: Sarah Kelly
- Tara Cush: Hanna Riley